# Gorica (Sukošan)
Gorica (Sukošan) est un village de la municipalité de Sukošan (Comitat de Zadar) en Croatie. Au recensement de 2011, le village comptait 671 habitants.